# کورایون
کورایون (یونانی: Κούριον)